# 静南县
静南县，中国唐朝古县名，其境今大体为今重庆大足西南部或荣昌北部，得名于静南坝。
唐乾元元年（758年），析普州普康县（后并入安岳县）地置静南县，隶昌州，景福元年（892年）前后省入大足或大足、荣昌、永川三县。自大历十年（775年）起直到废县为昌州治所。
省入大足或大足等地时间尚有争议，有光启元年（885年）、景福元年（892年）之说，明清以后各代史志多作光启元年。但考虑到大顺元年韦君靖所任“使持节都督昌州诸军事守昌州刺史充昌普渝合四州都指挥静南军使”应与地名有关，如光启元年徙治大足似乎颇难理解，故今作景福元年。:64
县域、县治无确切记载，后世载录不一、不详。《太平寰宇记》载“廢靜南縣在州西五十里與州同置西接龍溪地名靜南鎮因為縣”，《历代地理志韵编今释》则称在“大足县东南”，民国重修《大足县志》卷二称“自其方位度之，龙水镇似即古之静南县”。关于县治历史上主要有龙水说、县东南说、高升说、珠溪说四种记载，以后两种更为可信。:65-66今年来也有吴家、铁山等说法。